# Boston Marathon 1970
De Boston Marathon 1970 werd gelopen op maandag 20 april 1970. Het was de 74e editie van de Boston Marathon. De Engelsman Ron Hill kwam als eerste over de streep in 2:10.31.
Aan deze wedstrijd mochten geen vrouwen deelnemen. Desondanks namen toch een aantal vrouwen in het geheim deel. De Amerikaanse Sara Mae Berman kwam voor de tweede achtereenvolgende keer aan als eerste vrouw met een tijd van 3:08.30. Zij eindigde hiermee met een ruime voorsprong voor haar landgenote Nina Kuscsik. Pas in 1992 werden hun prestaties officieel erkend.
In totaal finishten er 1011 marathonlopers, waarvan 1006 mannen en vijf vrouwen.

## Uitslagen

### Mannen
| rang   | naam              | land | tijd    |
| ------ | ----------------- | ---- | ------- |
| Goud   | Ron Hill          | ENG  | 2:10.31 |
| Zilver | Eamon O'Reilly    | USA  | 2:11.13 |
| Brons  | Patrick McMahon   | IRL  | 2:14.54 |
| 4      | Pentti Rummakko   | FIN  | 2:15.00 |
| 5      | Kalle Hakkarainen | FIN  | 2:19.43 |
| 6      | Ken Moore         | USA  | 2:19.48 |
| 7      | Robert Moore      | CAN  | 2:20.08 |
| 8      | Andy Boychuk      | CAN  | 2:21.07 |
| 9      | Bill Clark        | USA  | 2:22.17 |
| 10     | Wayne Yetman      | CAN  | 2:22.33 |

### Vrouwen
| rang   | naam             | land | tijd    |
| ------ | ---------------- | ---- | ------- |
| Goud   | Sara Mae Berman  | USA  | 3:05.08 |
| Zilver | Nina Kuscsik     | USA  | 3:12.16 |
| Brons  | Sandra Zerrangi  | USA  | 3:30.xx |
| 4      | Diane Fournier   | USA  | 3:32.17 |
| 5      | Kathrine Switzer | USA  | 3:35.xx |

1897 ·
1898 ·
1899 ·
1900 ·
1901 ·
1902 ·
1903 ·
1904 ·
1905 ·
1906 ·
1907 ·
1908 ·
1909 ·
1910 ·
1911 ·
1912 ·
1913 ·
1914 ·
1915 ·
1916 ·
1917 ·
1918 ·
1919 ·
1920 ·
1921 ·
1922 ·
1923 ·
1924 ·
1925 ·
1926 ·
1927 ·
1928 ·
1929 ·
1930 ·
1931 ·
1932 ·
1933 ·
1934 ·
1935 ·
1936 ·
1937 ·
1938 ·
1939 ·
1940 ·
1941 ·
1942 ·
1943 ·
1944 ·
1945 ·
1946 ·
1947 ·
1948 ·
1949 ·
1950 ·
1951 ·
1952 ·
1953 ·
1954 ·
1955 ·
1956 ·
1957 ·
1958 ·
1959 ·
1960 ·
1961 ·
1962 ·
1963 ·
1964 ·
1965 ·
1966 ·
1967 ·
1968 ·
1969 ·
1970 ·
1971 ·
1972 ·
1973 ·
1974 ·
1975 ·
1976 ·
1977 ·
1978 ·
1979 ·
1980 ·
1981 ·
1982 ·
1983 ·
1984 ·
1985 ·
1986 ·
1987 ·
1988 ·
1989 ·
1990 ·
1991 ·
1992 ·
1993 ·
1994 ·
1995 ·
1996 ·
1997 ·
1998 ·
1999 ·
2000 ·
2001 ·
2002 ·
2003 ·
2004 ·
2005 ·
2006 ·
2007 ·
2008 ·
2009 ·
2010 ·
2011 ·
2012 ·
2013 ·
2014 ·
2015 ·
2016 ·
2017 ·
2018 ·
2019 ·
2020 ·
2021 ·
2022